# Burgerslachtoffer

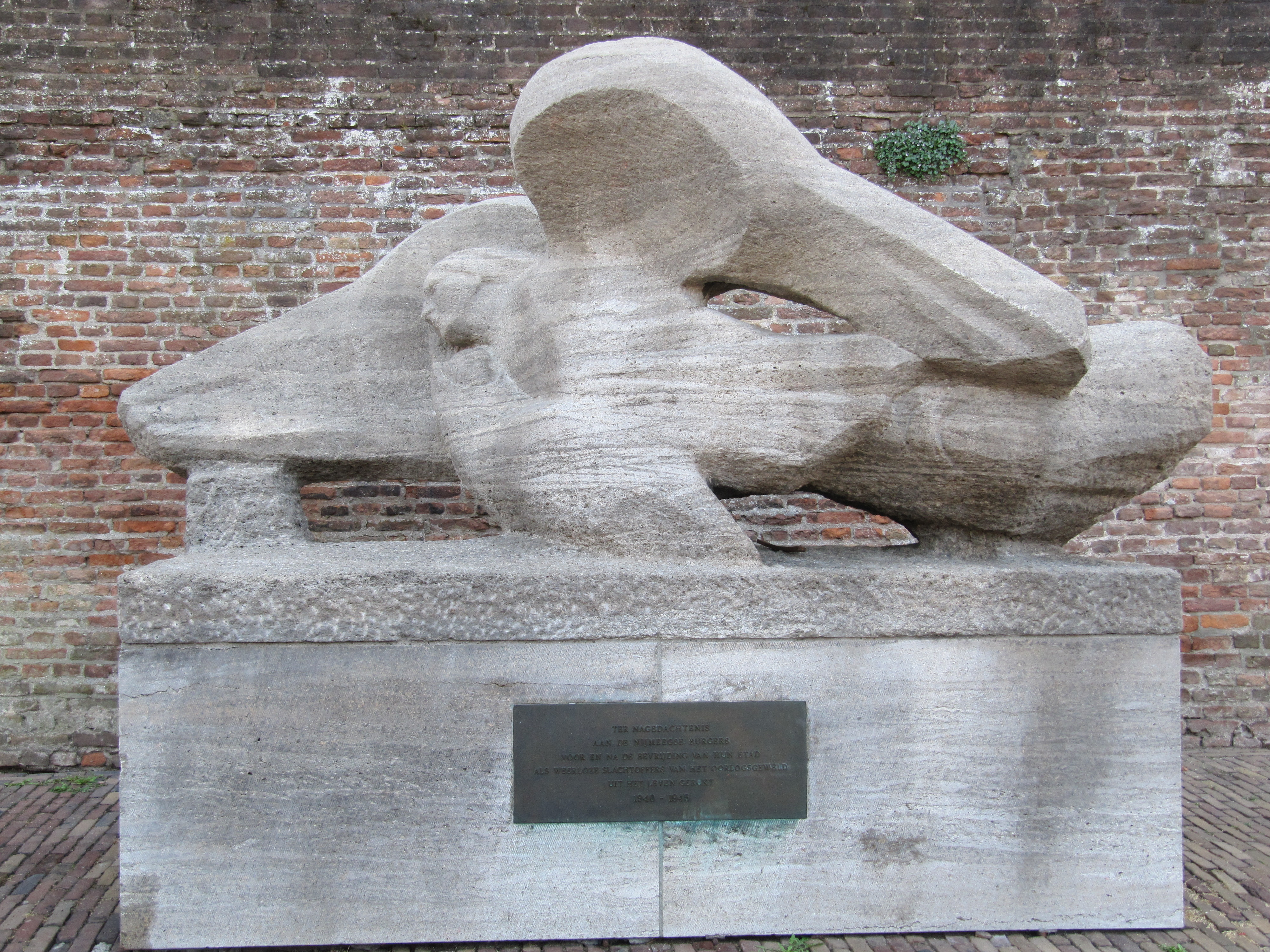
Monument Nijmeegse burgerslachtoffers Tweede Wereldoorlog door Mari S. Andriessen op het Sint-Stevenskerkhof

Burgerslachtoffers zijn burgers die meestal door oorlogsgeweld om het leven komen of gewond raken. Deze burgers zijn onschuldig en hebben niets te doen met de vijandelijkheden die er op dat moment gaande zijn.
De term Burgerslachtoffers is een militaire term. Burgerslachtoffers kunnen zowel per ongeluk vallen, bijvoorbeeld wanneer burgers in een vuurgevecht terechtkomen. Grote aantallen burgerslachtoffers vallen ook door doelbewust militair handelen, zoals bij bombardementen op burgerdoelen, zoals het bombardement op Rotterdam in 1940 of het gebruik van de atoombommen door de Verenigde Staten in 1945 waardoor 280.000 mensen, merendeels burgers, om het leven kwamen.